# Плавание на летних Олимпийских играх 1900 — подводное плавание
Соревнования по подводному плаванию среди мужчин на летних Олимпийских играх 1900 прошли 12 августа. Приняли участие 14 спортсменов из четырёх стран. Пловцы получали по одному очку за каждую проведённую под водой секунду, и два очка за каждый метр под водой. Награды в этой необычной дисциплине разыгрывались в рамках Олимпийских игр первый и последний раз.
Датчанин Педер Люккеберг провёл под водой в полтора раза больше времени, чем французы, занявшие первые и вторые места, но он плыл кругами, тогда как расстояние измерялось от точки старта до точки выныривания, таким образом его результат в метрах составил всего 28,5. Оба француза признали, что датчанин сильнее их в данной дисциплине и лишь особенности правил и их понимание Люккебергом не позволили тому одержать уверенную победу.

## Призёры
| Золото                    | Серебро            | Бронза                |
| Шарль де Вандвиль Франция | Андре Сикс Франция | Педер Люккеберг Дания |

## Соревнование
| Место | Спортсмен               | Время  | Дистанция | Очки  |
| ----- | ----------------------- | ------ | --------- | ----- |
| 1     | Шарль де Вандвиль (FRA) | 68,4 с | 60,00 м   | 188,4 |
| 2     | Андре Сикс (FRA)        | 65,4 с | 60,00 м   | 185,4 |
| 3     | Педер Люккеберг (DEN)   | 90,0 с | 28,50 м   | 147,0 |
| 4     | де Роман (FRA)          | 50,2 с | 47,50 м   | 145,2 |
| 5     | Тиссеро (FRA)           | 48,0 с | 30,75 м   | 109,5 |
| 6     | Ганс Аниоль (GER)       | 30,0 с | 36,95 м   | 103,9 |
| 7     | Менол (FRA)             | 38,4 с | 32,50 м   | 103,4 |
| 8     | Луи Марк (FRA)          | 32,0 с | 34,00 м   | 100,0 |
| 9     | Пьюруссо (FRA)          | 29,6 с | 31,00 м   | 91,6  |
| 10    | Кайзерманн (FRA)        | 56,8 с | 16,10 м   | 88,8  |
| 11    | Леклерк (FRA)           | 28,0 с | 30,00 м   | 88,0  |
| 12    | Шевран (FRA)            | 32,0 с | 20,00 м   | 72,0  |
| 13    | Андерле (AUT)           | 22,4 с | 23,50 м   | 69,4  |
| 14    | Эшье (FRA)              | 23,0 с | 21,50 м   | 66,0  |